# Aledo (Texas)
Pour les articles homonymes, voir Aledo.
La ville d’Aledo est située dans le comté de Parker, dans l’État du Texas, aux États-Unis. Sa population s’élevait à 2 716 habitants lors du recensement de 2010, estimée à 3 761 habitants en 2016.

## Source
- (en) Cet article est partiellement ou en totalité issu de l’article de Wikipédia en anglais intitulé « Aledo, Texas » (voir la liste des auteurs).